# Philip van Praag (demograaf)
Philip van Praag (Arnhem, 12 december 1914 – Zeist, 5 februari 2000) was een Nederlands politicoloog en demograaf van Joodse komaf.

## Levensloop
Van Praag was de zoon van kunstenaar en boekbandontwerper Philip van Praag sr. (1887-1942) en Marianne Flora Groenstad (1888-1942). Zijn ouders, broer en zus werden naar het concentratiekamp Auschwitz afgevoerd; hijzelf was de enige van het gezin van vijf die de Tweede Wereldoorlog overleefde.
Van Praag studeerde politicologie aan de Universiteit van Amsterdam en promoveerde in 1966 op Bevolkingsgroei en welvaartsmeting. Later werd hij hoogleraar demografie aan de Vrije Universiteit Brussel en aan de KU Leuven (Katholieke Universiteit Leuven) en was medeoprichter van het Nederlands Interdisciplinair Demografisch Instituut (NIDI). Van Praag was zeer betrokken bij de sociaaldemocratie en auteur en medeauteur van een aantal boeken over demografie, grafische kunstenaars en sociaaldemocratische organisaties.
In 2015 schonk zijn jongste zoon de verzameling Joodse ex librissen van zijn vader en de Fre Cohen-verzameling aan de afdeling Bijzondere Collecties van de Universiteitsbibliotheek van de Universiteit van Amsterdam.